# Krotoszyce (gmina)
Pour la localité, voir Krotoszyce.
Krotoszyce est une gmina rurale du powiat de Legnica, Basse-Silésie, dans le sud-ouest de la Pologne. Son siège est le village de Krotoszyce, qui se situe environ 11 km au sud-ouest de Legnica et 70 km à l'ouest de la capitale régionale Wrocław.
La gmina couvre une superficie de 67,59 km2 pour une population de 2 915 habitants.

## Géographie
La gmina est bordée par la ville de Legnica et les gminy de Legnickie Pole, Męcinka, Miłkowice et Złotoryja.
La gmina contient les villages de Babin, Czerwony Kościół, Dunino, Janowice Duże, Kościelec, Kozice, Krajów, Krotoszyce, Prostynia, Szymanowice, Tyńczyk Legnicki, Warmątowice Sienkiewiczowskie, Wilczyce, Winnica et Złotniki.